# Pšov
Pšov (en allemand : Schaub) est une commune du district de Karlovy Vary, dans la région de Karlovy Vary, en République tchèque. Sa population s'élevait à 584 habitants en 2020.

## Géographie
Pšov se trouve à 14 km à l'est de Toužim, à 30 km au sud-est de Karlovy Vary et à 91 km à l'ouest de Prague.
La commune est limitée par Žlutice et Chyše au nord, par Manětín à l'est et au sud, et par Štědrá à l'ouest.

## Histoire
La première mention écrite du village date de 1513.

## Administration
La commune se compose de huit quartiers :
- Borek
- Chlum
- Kobylé
- Kolešov
- Močidlec
- Novosedly
- Pšov
- Semtěš